# Liste der Wappen in Marco de Canaveses
Die Liste der Wappen in Marco de Canaveses zeigt die Wappen der Freguesias des portugiesischen Kreises Marco de Canaveses.

## Município de Marco de Canaveses

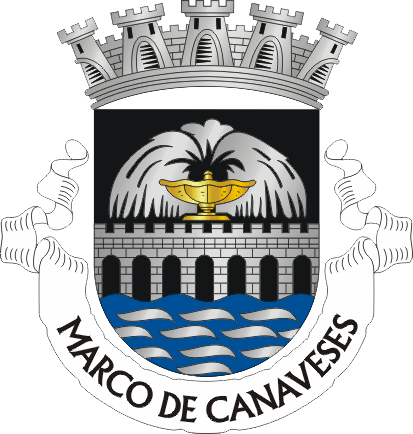
Marco de Canaveses
Lage von Marco de Canaveses in Portugal

## Wappen der Freguesias

Freguesia Alpendurada e Matos
Freguesia Ariz
Freguesia Avessadas
Freguesia Banho e Carvalhosa
Freguesia Constance
Freguesia Favões
Freguesia Folhada
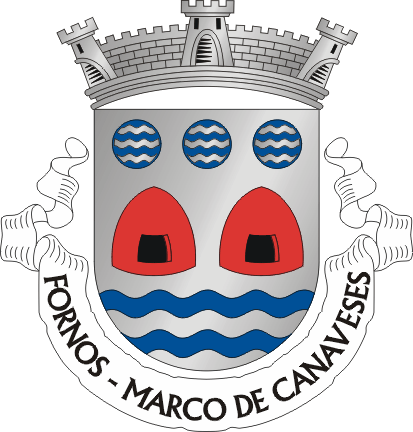
Freguesia Fornos
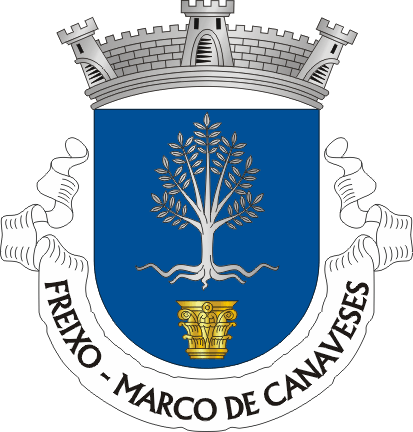
Freguesia Freixo de Cima
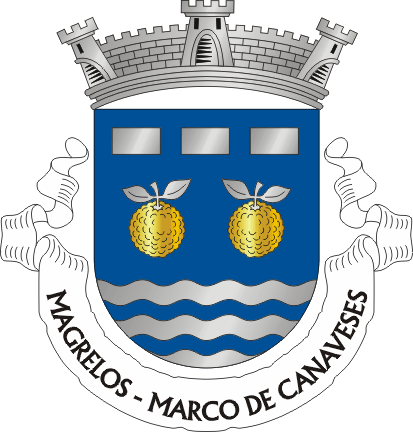
Freguesia Magrelos
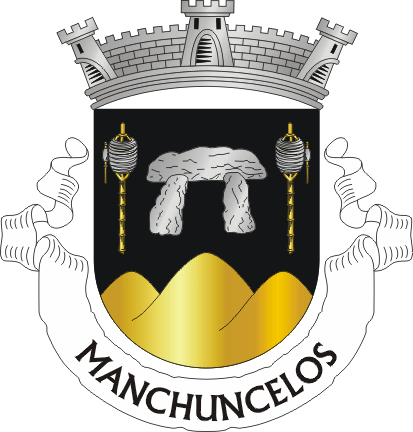
Freguesia Manhuncelos
Freguesia Maureles
Freguesia Paços de Gaiolo
Freguesia Paredes de Viadores
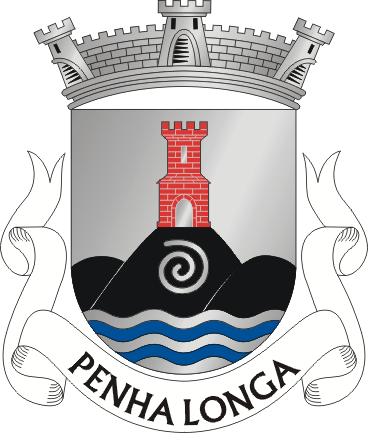
Freguesia Penha Longa
Freguesia Rio de Galinhas
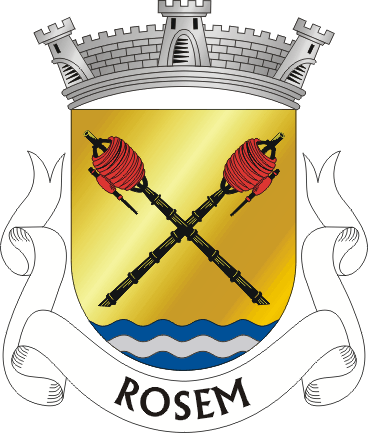
Freguesia Rosém
Freguesia Sande
Freguesia Santo Isidoro
Freguesia São Lourenço do Douro
Freguesia São Nicolau
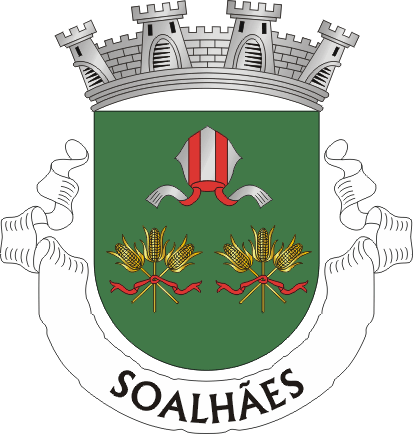
Freguesia Soalhães
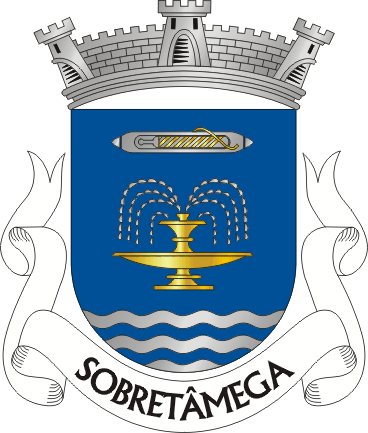
Freguesia Sobretâmega
Freguesia Tabuado
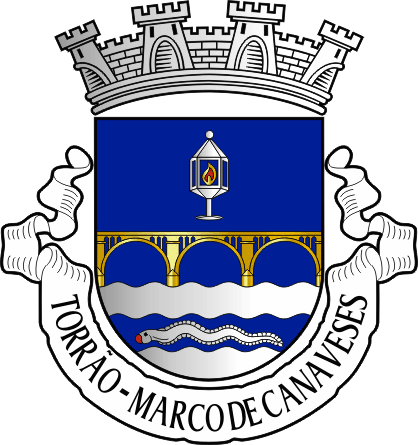
Freguesia Torrão
Freguesia Toutosa
Freguesia Tuias
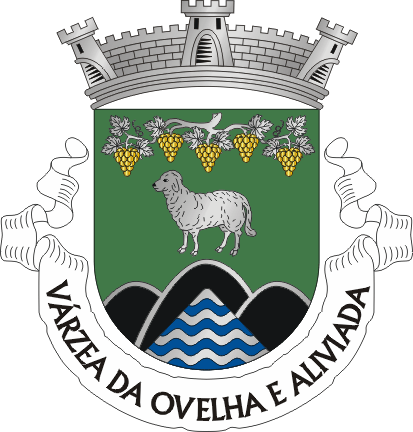
Freguesia Várzea da Ovelha e Aliviada
Freguesia Várzea do Douro
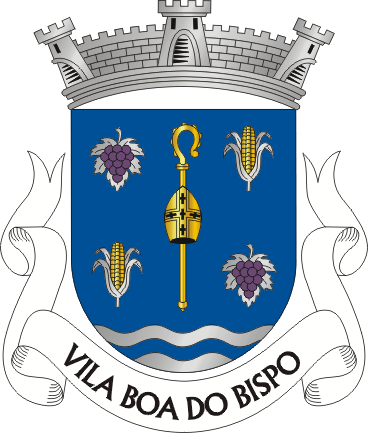
Freguesia Vila Boa do Bispo